# Javi Guerra (football, 2003)
Javier « Javi » Guerra, né le 13 mai 2003 à Valence en Espagne, est un footballeur espagnol qui évolue au poste de milieu central au Valence CF.

## Biographie

### En club
Né à Valence en Espagne, Javi Guerra est formé par le Valence CF, qu'il rejoint en 2019 en provenance du Villarreal CF. Il signe son premier contrat professionnel avec Valence le 12 décembre 2022. Il est alors considéré comme l'un des grands espoirs du club valencien.
Javi Guerra joue son premier match de Liga le 16 avril 2023, contre le Séville FC. Il entre en jeu à la place de Samu Castillejo et son équipe s'incline par deux buts à zéro. Le 27 avril 2023, Guerra inscrit son premier but en professionnel lors d'une rencontre de Liga face au Real Valladolid. Entré en jeu à la place d'André Almeida, il marque le but vainqueur dans le temps additionnel (1-2 score final),.

### En sélection
Javi Guerra représente l'équipe d'Espagne des moins de 19 ans pour un total de deux matchs joués en 2021.
Guerra joue son premier match avec l'équipe d'Espagne espoirs le 8 septembre 2023 contre Malte. Il entre en jeu à la place de Beñat Turrientes et voit son équipe l'emporter par six buts à zéro.
Il marque son premier but avec les espoirs le 19 novembre 2024 face au Danemark. Titulaire, il ouvre le score et participe à la victoire de son équipe par deux buts à un.